# Werkbundsiedlung (Wien)

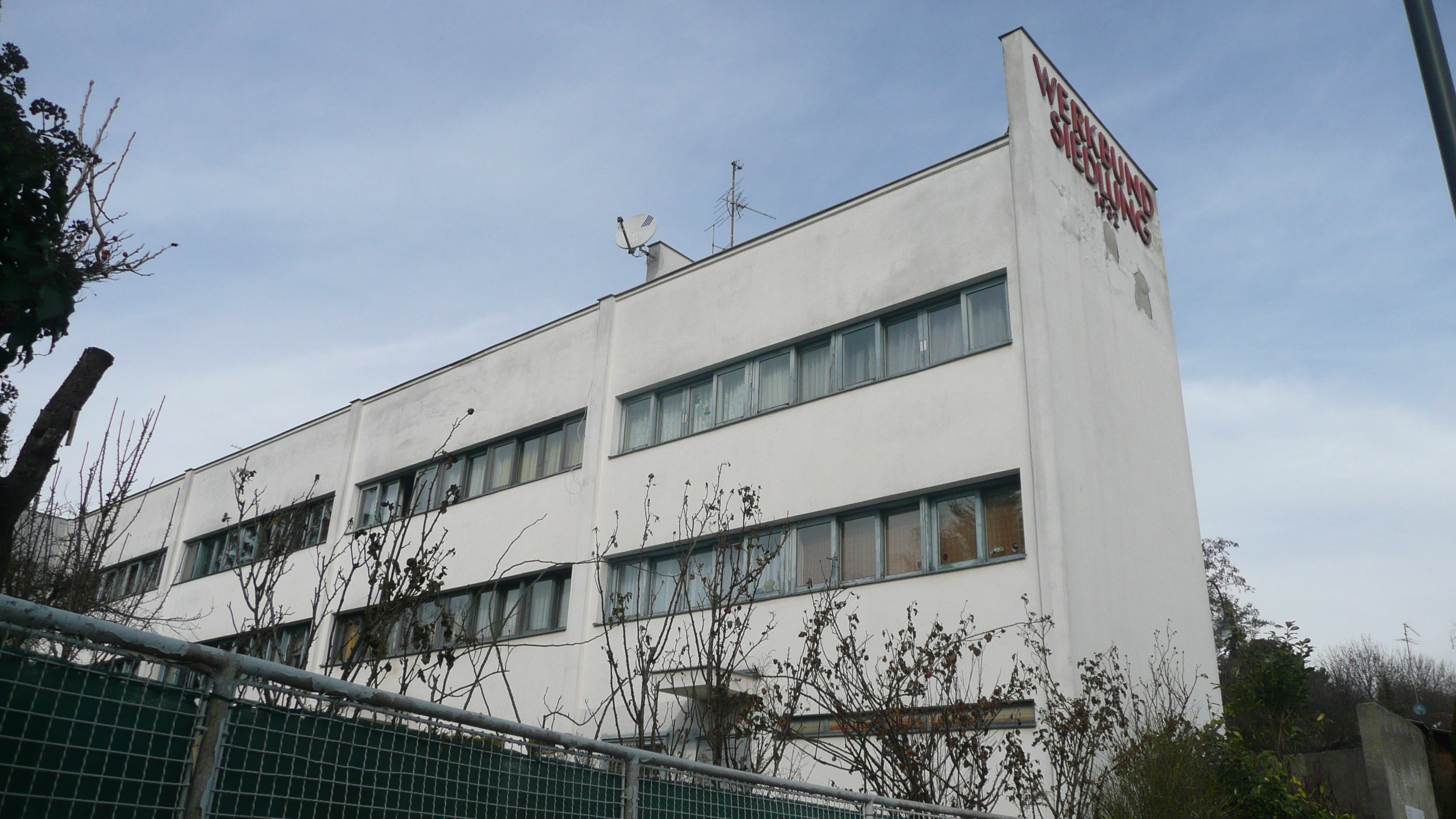
Werkbundsiedlung

Werkbundsiedlung är ett modernistiskt bostadsområde i Wien. Det byggdes 1930–1932 med Josef Frank som konstnärlig ledare, Frank var även initiativtagare. Området byggdes av Österreichischer Werkbund och omfattande 70 enfamiljshus i det gröna som togs fram av 33 arkitekter.
Werkbundsiedlung Wien hade föregåtts av ett liknande område – Weissenhofsiedlung i Stuttgart från 1927. Under arkitekten Josef Franks konstnärliga ledning byggdes området 1930–1932 där Frank ansvarade för hela områdets planering och disposition. Även László Gábor deltog projektet. Byggherre var det kommunala bostadsbolaget Gesiba under generaldirektören Hermann Neubacher som även var ordförande för Österreichischer Werkbund. Vid invigningen 1932 deltog förbundspresideten Wilhelm Miklas och Wiens borgmästare Karl Seitz. Under sommaren 1932 följde en international utställning där området besöktes av 100 000 personer. 
1983–1985 renoverades 56 av de 64 kvarvarande husen. 2012 följde en restaurering och renovering av området. 

## Deltagande arkitekter (urval)
- Josef Frank
- Hugo Häring
- Adolf Loos
- Richard Neutra
- Gerrit Rietveld
- Margarete Schütte-Lihotzky